# Dzehkabtún
Dzehkabtún es un sitio arqueológico de la cultura maya ubicado en el municipio de Hopelchén al norte del estado de Campeche en México el cual agrupa una serie de complejos arquitectónicos ceremoniales y habitacionales que constituyeron una gran ciudad maya prehispánica edificada desde el periodo Preclásico y desarrollada a gran escala entre los años 300 al 1000 d. C. del periodo Clásico en la zona de transición entre la región de los Chenes y la región Puuc.

## Ubicación
Dzehkabtún se ubica en la parte norte del estado de Campeche a aproximadamente 8 kilómetros al sur de la ciudad de Hopelchén en el municipio homónimo, entre los sitios de Edzná y Santa Rosa Xtampak dentro del terreno de lo que fue una antigua hacienda llamada Holcatzin.

## Arquitectura
Dzehkabtún está integrado por varios conjuntos arquitectónicos con construcciones  y edificaciones de uso ceremonial y habitacional, entre las que se han registrado basamentos piramidales, un edificio monumental con crestería, patios y plazas. Dentro de los conjuntos habitacionales se han encontrado numerosos entierros con cerámicas y ofrendas rituales. También se han encontrado dinteles y estelas con similitudes estilísticas y epigráficas a las halladas en sitios como Xcalumkín, estas muestran principalmente representaciones y figuras de deidades como Chak Chel, el dios L y Cháak'.
En Dzehkabtún se ha encontrado en la plaza principal del sitio un basamento de planta circular, un tipo de estructura poco común dentro de la arqueología maya registrada únicamente en unos pocos sitios del área maya mesoamericana en Yucatán y Campeche.
En la zona se han registrado alrededor de 146 depósitos de agua prehispánicos conocidos como chultún, algunos colapsados o tapados por los propios mayas, siendo solo 32 los que se conservan abiertos e intactos. Un uso alternativo poco usual que se le solía dar a estos depósitos de agua era el de fosa de entierro o sepultura, al interior de un chultún de Dzehkabtún sellado bajo la estructura de un edificio construido en el periodo clásico denominado como el "chultún 36" se encontró un entierro con los restos óseos de dos individuos, uno de los cuales conservó casi completo el esqueleto, así como varios restos cerámicos datados entre el clásico y el clásico tardío.

## Historia
Los hallazgos arqueológicos muestran que el inició de la larga historia de Dzehkabtún se remonta hasta aproximadamente el periodo preclásico medio y tuvo su apogeo y mayor desarrollo en el periodo Clásico entre los años 300 al 1000 d. C. que culminó con su posterior colapso y abandono.

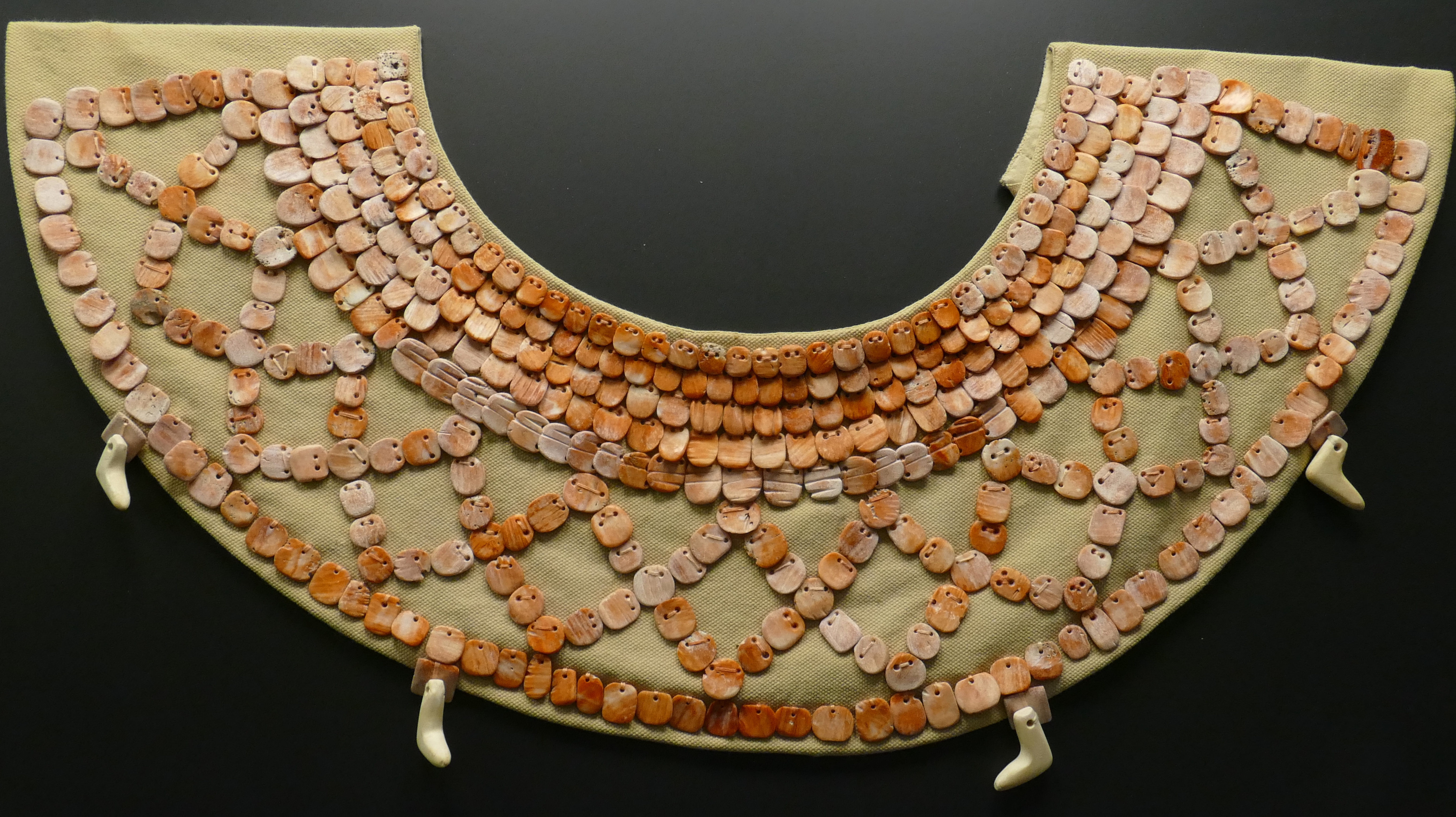
Collar de concha datado en el periodo clásico tardío hallado en Dzehkabtún

Dzehkabtún fue documentado por primera vez por el arqueólogo  italo-austro-alemán Teobert Maler en 1887 durante su primer estancia en la Península de Yucatán, en una investigación arqueológica donde realizó fotografías, ilustraciones y varios informes académicos sobre el estado abandonado del sitio y de sus construcciones más sobresalientes, destacando la existencia de un gran palacio principal y un edificio decorado, a partir del registro y descripción de Maler, Dzehkabtún tomo notoriedad entre las instituciones y arqueólogos por contener grandes muestras arquitectónicas tempranas y clásicas así como por las características descritas de las mismas.